# National Women’s Soccer League 2023
Die National Women’s Soccer League 2023 war die elfte Saison der US-amerikanischen Frauenfußballliga National Women’s Soccer League.
Die für jedes Team 22 Spiele umfassende reguläre Saison begann am 25. März und endete am 15. Oktober. An den nachfolgenden Play-offs nahmen sechs Teams teil, wobei die beiden bestplatzierten Mannschaften ein Freilos in der ersten Play-off-Runde hatten. Die Play-offs begannen am 21. Oktober und endeten mit dem Finale am 11. November 2023.

## Franchises und Spielstätten
An der Saison 2023 nahmen zwölf Franchises teil.
| Franchise              | Ort                      | Stadion                | Kapazität    |
| ---------------------- | ------------------------ | ---------------------- | ------------ |
| Chicago Red Stars      | Bridgeview, Illinois     | SeatGeek Stadium       | 22.000       |
| Houston Dash           | Houston, Texas           | Shell Energy Stadium   | 7.000        |
| Kansas City Current    | Kansas City, Kansas      | Children's Mercy Park  | 18.467       |
| Racing Louisville FC   | Louisville, Kentucky     | Lynn Family Stadium    | 15.304       |
| NJ/NY Gotham FC        | Harrison, New Jersey     | Red Bull Arena         | 25.000       |
| North Carolina Courage | Cary, North Carolina     | WakeMed Soccer Park    | 10.000       |
| OL Reign               | Tacoma, Washington       | Lumen Field            | 10.000       |
| Orlando Pride          | Orlando, Florida         | Exploria Stadium       | 25.517       |
| Portland Thorns FC     | Portland, Oregon         | Providence Park        | 25.218       |
| Angel City FC          | Los Angeles, Kalifornien | BMO Stadium            | 22.000       |
| Washington Spirit      | Washington, D.C.         | Audi Field Segra Field | 20.500 5.000 |
| San Diego Wave FC      | San Diego, Kalifornien   | Snapdragon Stadium     | 32.000       |

| Red Stars |

| Dash |

| Kansas City |

| Gotham |

| Courage |

| Pride |

| Thorns |

| OL Reign |

| Louisville |

| Spirit |

| Angel City FC |

| San Diego Wave FC |

| Red Stars |

| Dash |

| Kansas City |

| Gotham |

| Courage |

| Pride |

| Thorns |

| OL Reign |

| Louisville |

| Spirit |

| Angel City FC |

| San Diego Wave FC |

## Modus
In der regulären Saison bestritt jedes Team insgesamt 22 Spiele, davon je elf Heim- und Auswärtsspiele.
Die sechs am Ende der Saison bestplatzierten Teams sollen sich für die Play-offs qualifizieren, wobei die beiden bestplatzierten Mannschaften in der ersten Runde ein Freilos haben werden.

## Statistiken

### Tabelle
| Pl. | Verein                 | Sp. | S  | U | N  | Tore    | Diff. | Punkte |
| --- | ---------------------- | --- | -- | - | -- | ------- | ----- | ------ |
| 1.  | San Diego Wave FC      | 22  | 11 | 4 | 7  | 031:220 | +9    | 37     |
| 2.  | Portland Thorns FC     | 22  | 10 | 5 | 7  | 042:320 | +10   | 35     |
| 3.  | North Carolina Courage | 22  | 9  | 6 | 7  | 029:220 | +7    | 33     |
| 4.  | OL Reign               | 22  | 9  | 5 | 8  | 029:240 | +5    | 32     |
| 5.  | Angel City FC          | 22  | 8  | 7 | 7  | 031:300 | +1    | 31     |
| 6.  | NJ/NY Gotham FC        | 22  | 8  | 7 | 7  | 025:240 | +1    | 31     |
| 7.  | Orlando Pride          | 22  | 10 | 1 | 11 | 027:280 | −1    | 31     |
| 8.  | Washington Spirit      | 22  | 7  | 9 | 6  | 026:290 | −3    | 30     |
| 9.  | Racing Louisville FC   | 22  | 6  | 9 | 7  | 025:240 | +1    | 27     |
| 10. | Houston Dash           | 22  | 6  | 8 | 8  | 016:180 | −2    | 26     |
| 11. | Kansas City Current    | 22  | 8  | 2 | 12 | 030:360 | −6    | 26     |
| 12. | Chicago Red Stars      | 22  | 7  | 3 | 12 | 028:500 | −22   | 24     |

### Spielplan/Ergebnisse
| Heim \ Auswärts             | CHI | HOU | KC  | LA  | LOU | NC  | NJY | ORL | POR | RGN | SD  | WAS |
| --------------------------- | --- | --- | --- | --- | --- | --- | --- | --- | --- | --- | --- | --- |
| Chicago Red Stars (CHI)     | —   | 1:2 | 4:2 | 2:2 | 1:0 | 0:5 | 1:2 | 1:0 | 2:3 | 0:3 | 1:0 | 1:1 |
| Houston Dash (HOU)          | 0:1 | —   | 1:1 | 1:2 | 0:0 | 0:1 | 1:1 | 2:0 | 2:1 | 0:0 | 0:3 | 1:1 |
| Kansas City Current (KC)    | 6:3 | 0:2 | —   | 0:1 | 0:2 | 1:0 | 2:0 | 2:0 | 1:4 | 1:0 | 0:2 | 2:3 |
| Angel City FC (LA)          | 1:2 | 0:0 | 3:2 | —   | 2:2 | 2:1 | 1:2 | 0:1 | 5:1 | 2:1 | 0:2 | 0:1 |
| Racing Louisville FC (LOU)  | 3:0 | 0:1 | 2:1 | 1:1 | —   | 1:2 | 2:0 | 3:2 | 2:1 | 2:2 | 0:0 | 2:2 |
| North Carolina Courage (NC) | 1:1 | 1:0 | 1:0 | 0:0 | 1:0 | —   | 3:3 | 3:0 | 3:3 | 1:0 | 0:0 | 1:2 |
| NJ/NY Gotham FC (NJY)       | 2:1 | 0:2 | 2:2 | 0:0 | 0:0 | 1:0 | —   | 0:0 | 2:1 | 0:2 | 0:1 | 2:0 |
| Orlando Pride (ORL)         | 5:0 | 1:0 | 1:2 | 1:2 | 1:0 | 2:1 | 0:2 | —   | 3:1 | 1:0 | 1:2 | 2:1 |
| Portland Thorns FC (POR)    | 4:0 | 1:1 | 0:1 | 3:3 | 2:0 | 2:1 | 1:0 | 4:0 | —   | 2:0 | 0:2 | 4:2 |
| OL Reign (RGN)              | 5:2 | 2:0 | 2:1 | 4:1 | 2:2 | 1:1 | 1:4 | 1:0 | 0:2 | —   | 1:0 | 0:0 |
| San Diego Wave FC (SD)      | 3:2 | 1:0 | 1:2 | 1:2 | 2:0 | 3:1 | 2:1 | 1:3 | 1:1 | 1:2 | —   | 2:2 |
| Washington Spirit (WAS)     | 0:3 | 0:0 | 2:1 | 2:1 | 1:1 | 0:1 | 1:1 | 0:3 | 1:1 | 1:0 | 3:1 | —   |

### Torschützinnenliste
| Platz | Spielerin             | Club                   | Tore |
| ----- | --------------------- | ---------------------- | ---- |
| 1     | Sophia Smith          | Portland Thorns FC     | 11   |
| 2     | Kerolin               | North Carolina Courage | 10   |
| 3     | Debinha               | Kansas City Current    | 9    |
| 3     | Ashley Hatch          | Washington Spirit      | 9    |
| 5     | Alex Morgan           | San Diego Wave FC      | 7    |
| 5     | Morgan Weaver         | Portland Thorns FC     | 7    |
| 5     | Lynn Williams         | NJ/NY Gotham FC        | 7    |
| 8     | Bethany Balcer        | OL Reign               | 6    |
| 8     | Messiah Bright        | Orlando Pride          | 6    |
| 8     | Cece Kizer            | Kansas City Current    | 6    |
| 8     | Adriana Leal da Silva | Orlando Pride          | 6    |
| 8     | Tyler Lussi           | North Carolina Courage | 6    |
| 8     | Jaedyn Shaw           | San Diego Wave FC      | 6    |
| 8     | Hina Sugita           | Portland Thorns FC     | 6    |

## NWSL Championship Play-offs
Die sechs bestplatzierten Mannschaften der regulären Saison qualifizierten sich für die Play-offs.

### Erste Runde
Die Spiele der ersten Runde, für die Mannschaften auf Platz 3 bis 6 qualifiziert waren, fanden am 21./23. Oktober 2023 statt. Die Mannschaften auf Platz 3 und 4 hatten Heimrecht
|                        | Ergebnis |                 |
| ---------------------- | -------- | --------------- |
| OL Reign               | 1:0      | Angel City FC   |
| North Carolina Courage | 0:2      | NJ/NY Gotham FC |

### Halbfinale
Die Halbfinalspiele fanden am 6. November 2023 statt. Die Mannschaften auf Platz 1 und 2 hatten Heimrecht, das nur eine Mannschaft nutzen konnten.
|                    | Ergebnis |                 |
| ------------------ | -------- | --------------- |
| San Diego Wave FC  | 0:1      | OL Reign        |
| Portland Thorns FC | 0:1      | NJ/NY Gotham FC |

### Finale
Das Finale fand auf neutralem Platz statt.
| OL Reign                                                         | OL Reign | NJ/NY Gotham FC | NJ/NY Gotham FC |
| ---------------------------------------------------------------- | --- | --- | --------------- |
| OL Reign                                                         | \| Finale \| \| 11. November 2023 in San Diego, Kalifornien (Snapdragon Stadium) \| \| Ergebnis: 1:2 (1:2) \| \| Zuschauer: 25.011 \| \| Schiedsrichterin: Ekaterina Koroleva \| \| Spielbericht \| | \| Finale \| \| 11. November 2023 in San Diego, Kalifornien (Snapdragon Stadium) \| \| Ergebnis: 1:2 (1:2) \| \| Zuschauer: 25.011 \| \| Schiedsrichterin: Ekaterina Koroleva \| \| Spielbericht \| | NJ/NY Gotham FC |
| OL Reign                                                         | 1:1 Rose Lavelle (29.) | 0:1 Lynn Williams (24.) 1:2 Esther Gonzalez (47.) | NJ/NY Gotham FC |
| Finale                                                           | | |                 |
| 11. November 2023 in San Diego, Kalifornien (Snapdragon Stadium) | | |                 |
| Ergebnis: 1:2 (1:2)                                              | | |                 |
| Zuschauer: 25.011                                                | | |                 |
| Schiedsrichterin: Ekaterina Koroleva                             | | |                 |
| Spielbericht                                                     | | |                 |